# Cour-Saint-Maurice
Cour-Saint-Maurice là một xã của tỉnh Doubs, thuộc vùng Bourgogne-Franche-Comté, miền đông nước Pháp.

## Dân số
Điều tra dân số năm 1999, xã này có dân số là 157.
Ước lượng năm 2006 là 177.